# Lomefloxacino
Lomefloxacino é um fármaco antibiótico do grupo das fluoroquinolonas.

## Uso clínico
O lomefloxacino é utilizado no tratamento das infeções renais e das vias urinárias, das infeções da próstata e das vias respiratórias.